# Bonnkreuz

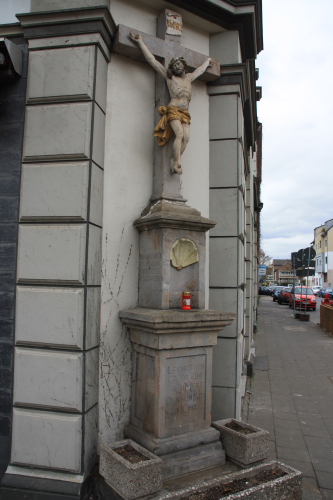
Das Kreuz

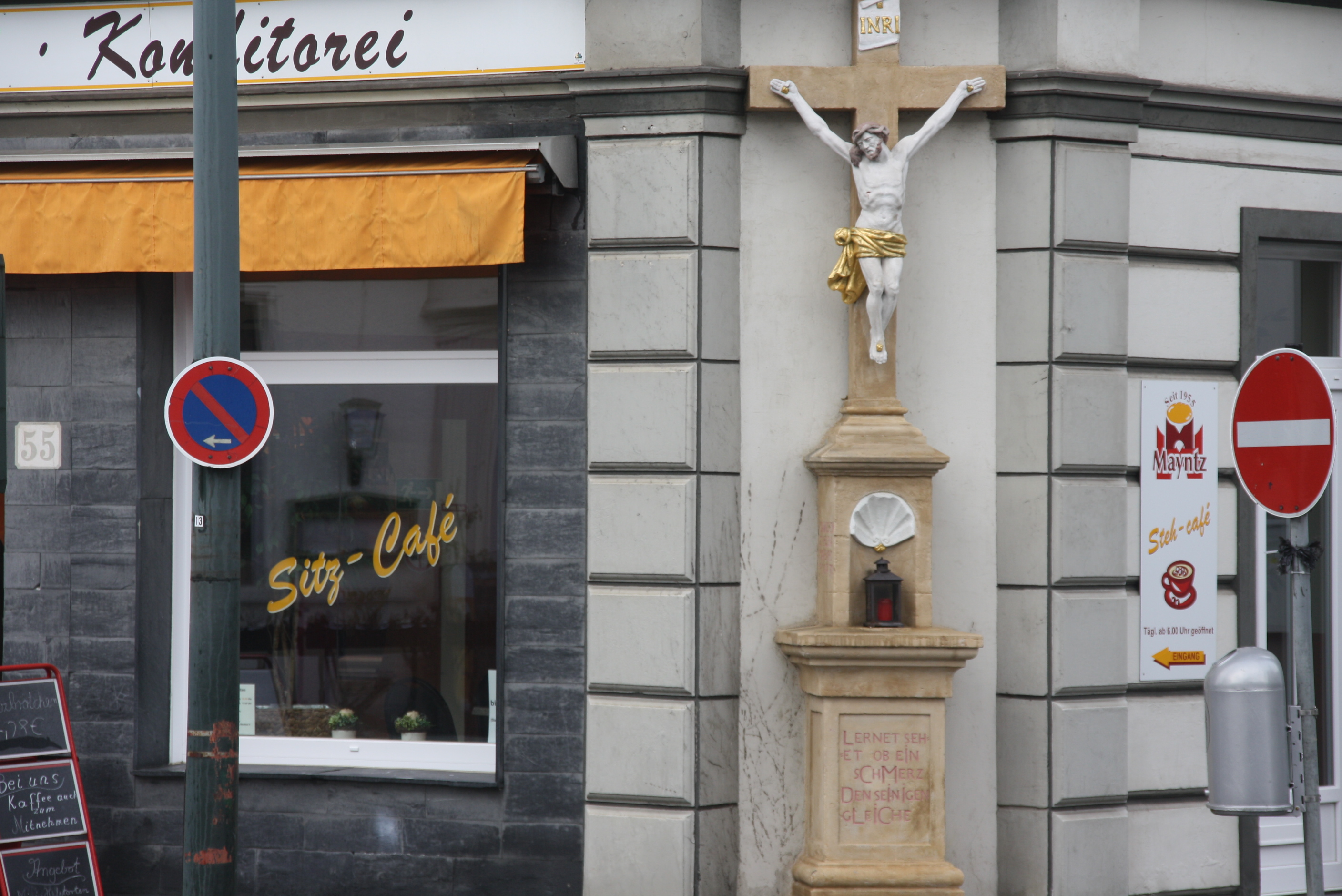
Das 2012 renovierte Kreuz

Das Bonnkreuz befindet sich in Düren in Nordrhein-Westfalen.
Das Wegekreuz steht auf dem Bonner Platz an der Einmündung der Ursulinenstraße in die Bonner Straße direkt an einer Hauswand.
Das Kreuz stammt nach einer Inschrift aus dem Jahre 1700. Das barocke Wegkreuz aus Sandstein steht auf einem zweistufigen Sockel. Das Chronogramm ist von 1804 und hat seitlich eine Inschrift mit Hinweis auf den Stifter. Die neue Farbfassung wurde entsprechend dem Original gestaltet.
Das Bauwerk ist unter Nr. 1/065 in die Denkmalliste der Stadt Düren eingetragen. Es wurde im Jahr 2012 vollständig restauriert.